# Citroengras (geslacht)
Cymbopogon of alleen citroengras is het geslacht van de citroengrassen uit de orde van de grassen Poales.
Er zijn zo'n 55 tot 70 soorten in dit geslacht waarvan het merendeel in zuidelijk en oostelijk Azië voorkomt, maar er zijn ook soorten in Afrika en in Australië. De planten vormen vaak pollen waarvan sommige 80-300 cm hoog kunnen worden. Veel soorten brengen etherische oliën voort, bijvoorbeeld citronella, en hun bladeren geuren vaak aromatisch. Sommige soorten zijn van culinair belang, andere worden voor hun insectenwerende eigenschappen gebruikt.
Soorten die hier nader worden beschreven zijn:
Cymbopogon citratus - citroengras - bekend van de Zuidoostaziatische keuken
Cymbopogon martinii - palmarosa
Cymbopogon nardus - waaruit citronella wordt gewonnen
Cymbopogon marginatus - de motwortel van Zuid-Afrika
Cymbopogon schoenanthus - het kameelgras van Arabië en de Sahara

## Soorten
- Cymbopogon ambiguus (Hack.) A.Camus
- Cymbopogon annamensis (A.Camus) A.Camus
- Cymbopogon bhutanicus Noltie
- Cymbopogon bombycinus (R.Br.) Domin
- Cymbopogon caesius (Hook. & Arn.) Stapf
- Cymbopogon calcicola C.E.Hubb.
- Cymbopogon calciphilus Bor
- Cymbopogon cambogiensis (Balansa) E.G.Camus & A.Camus
- Cymbopogon citratus (DC.) Stapf
- Cymbopogon clandestinus (Nees ex Steud.) Stapf
- Cymbopogon coloratus (Hook.f.) Stapf
- Cymbopogon commutatus (Steud.) Stapf
- Cymbopogon densiflorus (Steud.) Stapf
- Cymbopogon dependens B.K.Simon
- Cymbopogon dieterlenii Stapf ex Schweick.
- Cymbopogon distans (Nees ex Steud.) Will.Watson
- Cymbopogon exsertus (Hack.) A.Camus
- Cymbopogon flexuosus (Nees ex Steud.) Will.Watson
- Cymbopogon gidarba (Steud.) A.Camus
- Cymbopogon giganteus Chiov.
- Cymbopogon globosus Henrard
- Cymbopogon goeringii (Steud.) A.Camus
- Cymbopogon gratus Domin
- Cymbopogon iwarancusa (Jones ex Roxb.) Schult.
- Cymbopogon khasianus (Hack.) Stapf ex Bor
- Cymbopogon liangshanensis S.M.Phillips & S.L.Chen
- Cymbopogon mandalaiaensis Soenarko
- Cymbopogon marginatus (Steud.) Stapf ex Burtt Davy
- Cymbopogon martinii (Roxb.) Will.Watson
- Cymbopogon mekongensis A.Camus
- Cymbopogon microstachys (Hook.f.) Soenarko
- Cymbopogon microthecus (Hook.f.) A.Camus
- Cymbopogon minor B.S.Sun & R.Zhang ex S.M.Phillips & S.L.Chen
- Cymbopogon minutiflorus S.Dransf.
- Cymbopogon nardus (L.) Rendle
- Cymbopogon nervatus (Hochst.) Chiov.
- Cymbopogon obtectus S.T.Blake
- Cymbopogon osmastonii R.Parker
- Cymbopogon pendulus (Nees ex Steud.) Will.Watson
- Cymbopogon polyneuros (Steud.) Stapf
- Cymbopogon pospischilii (K.Schum.) C.E.Hubb.
- Cymbopogon procerus (R.Br.) Domin
- Cymbopogon pruinosus (Nees ex Steud.) Chiov.
- Cymbopogon queenslandicus S.T.Blake
- Cymbopogon quinhonensis (A.Camus) S.M.Phillips & S.L.Chen
- Cymbopogon rectus (Steud.) A.Camus
- Cymbopogon refractus (R.Br.) A.Camus
- Cymbopogon schoenanthus (L.) Spreng.
- Cymbopogon tortilis (J.Presl) A.Camus
- Cymbopogon traninhensis (A.Camus) Soenarko
- Cymbopogon tungmaiensis L.Liu
- Cymbopogon winterianus Jowitt ex Bor
- Cymbopogon xichangensis R.Zhang & B.S.Sun